# Mallakhamb
El mallakhamb (malla = home de força, gimnasta i khamb = pal) és un esport i dansa tradicional de l'Índia en què un gimnasta realitza moviments i postures mentre penja d'un pal vertical de fusta o d'una corda. Mallakhamb també es refereix al pal utilitzat en l'esport.
Els tornejos de mallakhamb a nivell nacional es van organitzar per primera vegada fa més de 25 anys. Actualment hi participen 29 estats de l'Índia que s'organitzen en quatre grups diferents.